# Hoeselt
Hoeselt (Limburgheză: Hoeiselt) este o comună din regiunea Flandra din Belgia. Comuna este formată din localitățile Hoeselt, Romershoven, Schalkhoven, Sint-Huibrechts-Hern și Werm. Suprafața totală a comunei este de 30,02 km². La 1 ianuarie 2008 comuna avea o populație totală de 9.412 locuitori. 
1. ↑  Crossroad Bank of Enterprises, accesat în 23 iulie 2023